# Grande guerra Sioux del 1876
La grande guerra Sioux del 1876, nota anche come guerra per le Black Hills, fu una serie di battaglie e negoziazioni occorse tra il 1876 ed il 1877 che coinvolsero i Sioux Lakota e i Cheyenne settentrionali contro gli Stati Uniti d'America durante la presidenza di Ulysses S. Grant. Dopo la scoperta dell'oro nelle Colline Nere i coloni iniziarono ad invadere il territorio indiano, mentre il governo federale aumentava la pressione per convincerli a restare nella riserva Sioux.
Tradizionalmente Stati Uniti e storici pongono i Lakota al centro della storia, soprattutto a causa del loro numero, anche se alcuni nativi americani credono che i Cheyenne siano stati il principale obiettivo della campagna statunitense. Secondo un'interpretazione alternativa gli indiani l'avrebbero definita "la grande guerra Cheyenne".
Tra le molte battaglie e schermaglie della guerra ci fu la battaglia del Little Bighorn, famosa per essere stata l'ultima difesa di Custer, il più famoso scontro tra Stati Uniti e indiani. Nonostante questa vittoria dei nativi, gli Stati Uniti con le ampie risorse a disposizione obbligarono presto gli indiani alla resa, soprattutto attaccando e distruggendone accampamenti e proprietà. La grande guerra Sioux si svolse sotto la presidenza di Ulysses S. Grant prima e la presidenza di Rutherford Hayes poi.

## Contesto storico
I Cheyenne erano migrati verso ovest fino alle Colline Nere ed alla Regione del Powder River prima dell'arrivo dei Lakota, insegnando loro la cultura del cavallo attorno al 1730. Alla fine del XVIII secolo la crescente tribù Lakota aveva iniziato ad espandere il proprio territorio ad ovest del fiume Missouri. Cacciarono i Kiowa alleandosi con i Cheyenne e gli Arapaho per ottenere il controllo dei territori di caccia ricchi di bisonti nella parte settentrionale delle Grandi Pianure. Le Colline Nere, situate nell'odierno Dakota del Sud occidentale, divennero un'importante fonte di sostentamento per i Lakota a causa della vegetazione e della piccola selvaggina. Sono considerate sacre dalla cultura Lakota.

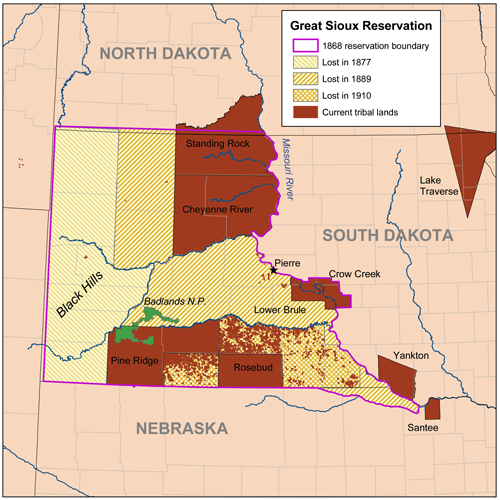
Mappa della grande riserva Sioux fondata nel 1868. Le "Terre non cedute" ad uso di Cheyenne e Sioux si trovavano ad ovest della riserva in Montana e Wyoming. Il tentativo del governo statunitense di ottenere le Colline Nere fu la principale causa della grande guerra Sioux

All'inizio del XIX secolo i Cheyenne settentrionali furono i primi a condurre guerre a livello tribale. Dato che gli europei americani usavano nomi diversi per indicare i Cheyenne, l'esercito non comprese la loro unità. L'esercito statunitense distrusse sette accampamenti Cheyenne prima del 1876 ed altri tre quello stesso anno, rendendoli il popolo più colpito di quel periodo. A partire dal 1860 i Cheyenne furono un gruppo militarmente importante delle pianure. "Nessun altro popolo raggiunse la stessa autorità e organizzazione tribale centralizzata".
A seguito del massacro compiuto ai danni degli Cheyenne e Arapaho presso il Sand Creek (29/11/1864) Coda Chiazzata scatenò la guerra contro i bianchi nel Colorado, distruggendo Julesburg e mettendo a ferro e fuoco il territorio; la guerra di Coda Chiazzata ebbe termine ufficialmente con trattative (fine 1865 - inizio 1866) che si conclusero con la firma di un trattato di Fort Laramie (27/06/1866).
Nuvola Rossa, invece, riprese la guerra nel territorio del Powder River e lungo il Bozeman Trail. Il trattato di Fort Laramie (29/04/1868) firmato da Stati Uniti, Lakota e Cheyenne settentrionali dopo la guerra di Nuvola Rossa trasformò una parte del territorio Lakota in grande riserva Sioux. Comprendeva la metà inferiore del Dakota del Sud, compresa la regione delle Colline Nere dedicate al loro uso esclusivo. Istituì anche un ampio "territorio non ceduto" in Wyoming e Montana, il Powder River Country, come territorio di caccia Cheyenne e Lakota. Sia nella riserva che nel territorio di caccia i bianchi non potevano entrare, tranne gli ufficiali governativi.
Il crescente numero di minatori e coloni che invadevano il Territorio del Dakota annullò in breve tempo le restrizioni. Il governo statunitense non era in grado di tenere all'esterno i coloni. Nel 1872 gli ufficiali governativi considerarono l'idea di tagliare le ricche foreste delle Colline Nere, e di trasportare i tronchi lungo il fiume Cheyenne fino al Missouri, dove i nuovi insediamenti richiedevano altra legna. Le alture suggerivano la presenza di risorse minerarie. Quando una commissione trattò con la Red Cloud Agency la possibilità di far spostare i Lakota dalle Colline Nere, il colonnello John E. Smith fece notare che si trattava della "sola porzione [della riserva] che per loro valeva qualsiasi cosa". Concluse che "niente eccetto la loro distruzione li avrebbe convinti ad andarsene".
Nel 1874 il governo inviò una Spedizione guidata da George Armstrong Custer per accertare la presenza dell'oro nel territorio delle Colline Nere. I Lakota si spaventarono per questa spedizione. Prima che la colonna di Custer fosse tornata a Fort Abraham Lincoln, la notizia della scoperta dell'oro era stata telegrafata in tutta la nazione. La presenza di importanti risorse minerali fu confermata l'anno dopo dalla spedizione geologica Newton-Jenney. I pionieri, spinti dalla crisi economica del panico del 1873, iniziarono ad occupare le Colline Nere violando il trattato di Fort Laramie. Questa leggera invasione divenne un'alluvione quando migliaia di minatori invasero le Colline prima della fine della corsa all'oro. Gruppi organizzati giunsero anche da stati lontani quali New York, Pennsylvania e Virginia.
Inizialmente lo United States Army lottò per tenere i minatori fuori dalla regione. Nel dicembre 1874, ad esempio, un gruppo di minatori guidati da John Gordon provenienti da Sioux City, Iowa, riuscì ad evitare il blocco e raggiunse le Colline Nere, ma l'esercito li cacciò tre mesi dopo. Questi sfratti aumentarono la pressione politica esercitata dai Lakota sull'amministrazione Grant al fine di rendere sicura la regione.
Nel maggio 1875 delegazioni Sioux guidate da Coda Chiazzata, Nuvola Rossa e Corno Solitario si recarono a Washington D.C. nel tentativo di convincere il presidente Ulysses S. Grant ad onorare i trattati esistenti e fermare il flusso di minatori in entrata nei loro territori. Si incontrarono con Grant, col segretario degli Interni Columbus Delano e con il commissario per gli affari indiani Edward Smith. I capi statunitensi dissero che il Congresso avrebbe pagato alle tribù 25000 dollari in cambio della terra, trasferendoli nel territorio indiano (attuale Oklahoma).
I delegati rifiutarono la firma di un nuovo accordo con questi termini. Coda Chiazzata disse: "Parli di un'altra nazione, ma non è la mia nazione; non mi riguarda, e non voglio averci niente a che fare. Non sono nato lì ... Se è una terra tanto bella, dovresti mandarci i bianchi che oggi sono nel nostro territorio e lasciarci da soli". Nonostante i capi non siano riusciti a trovare una soluzione pacifica, non si unirono a Cavallo Pazzo e Toro Seduto nella guerra che seguì.
Quell'autunno una commissione governativa fu mandata da ogni agenzia indiana per tenere consiglio con i Lakota. Speravano di ottenere l'approvazione popolare facendo quindi pressione sui loro capi per la firma di un nuovo trattato. Il tentativo del governo di mettere al sicuro le Colline Nere fallì.
Anche se le Colline Nere rimasero al centro della crisi crescente, il risentimento dei Lakota si rivolse in generale all'espansionismo statunitense nel loro territorio. Ad esempio il governo propose di far attraversare al tragitto della Northern Pacific Railway gli ultimi grandi territori di caccia al bisonte. Inoltre l'esercito statunitense portò numerosi attacchi ai campi Cheyenne prima del 1876.

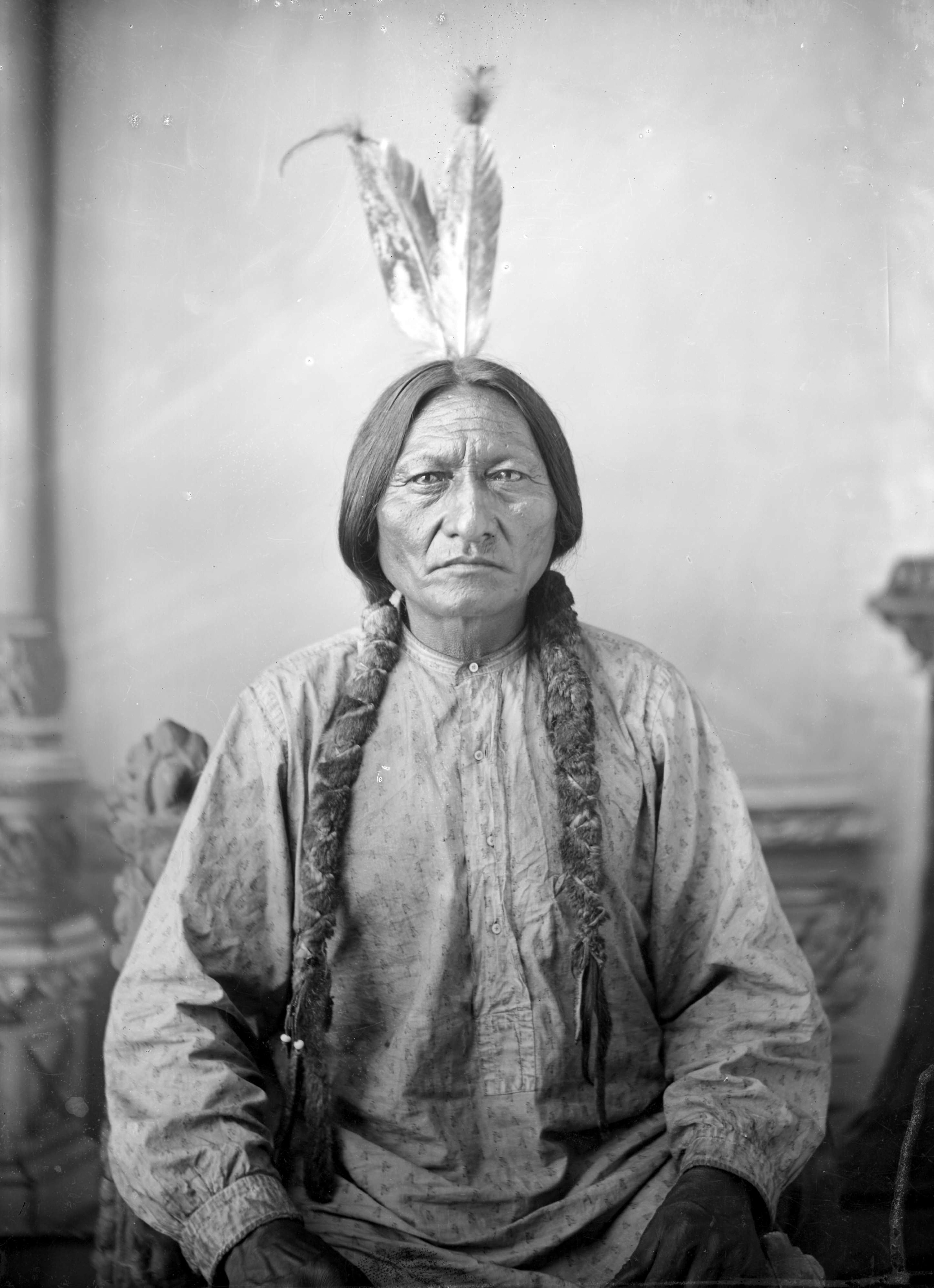
Toro Seduto, un Hunkpapa, fu uno dei principali capi Sioux

## Combattenti

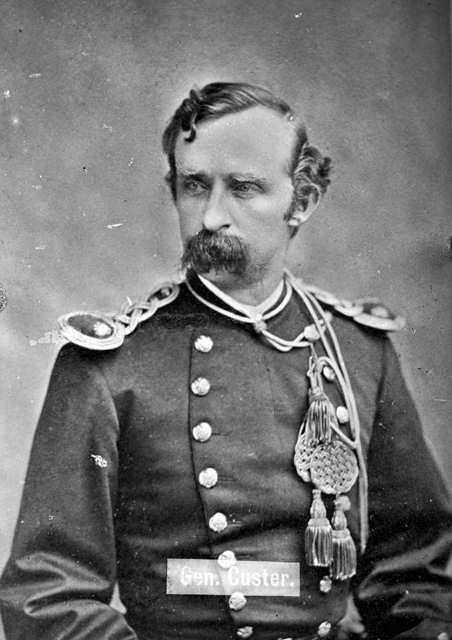
Il tenente colonnello George Armstrong Custer fu ucciso nella battaglia del Little Bighorn assieme ad altri 268 soldati

Il numero di combattenti indiani è controverso, e le stime vanno da 900 a 4000 guerrieri.
Le sette divisioni di Sioux Lakota contavano negli anni 1870 forse 15000 uomini, donne e bambini, ma molti di loro vivevano nella grande riserva Sioux e non combatterono. Un agente indiano nel novembre 1875 disse che gli indiani che abitavano il territorio non ceduto erano "poche centinaia di guerrieri". Il generale Crook stimò che avrebbe potuto dover affrontare fino a 2000 guerrieri.
Molti dei Sioux che rimasero nel territorio non ceduto in cui si combatté la guerra erano Oglala e Hunkpapa, per un totale di 5500 uomini. Oltre a loro c'erano 1500 Cheyenne settentrionali ed Arapaho per un totale di circa 7000, dei quali 2000 guerrieri. Il numero di guerrieri che parteciparono alla battaglia del Little Bighorn è stato stimato tra 900 e 2000.
Gli indiani avevano il vantaggio della facilità di movimento e della conoscenza del territorio, ma si trattava di guerrieri non professionisti. Nella primavera erano parzialmente immobilizzati dalla debolezza dei cavalli che erano sopravvissuti al lungo inverno con scarso foraggio. Buona parte dell'estate e dell'autunno cacciavano bisonti per sfamare le famiglie. Circa la metà di loro era armata con armi da fuoco, dai fucili a ripetizione agli antiquati moschetti, e l'altra metà aveva archi e frecce.
Il corto e massiccio arco indiano era stato progettato per essere usato da cavallo ed era mortale a breve distanza, ma quasi inutile contro un nemico distante e ben fortificato. Le munizioni erano scarse. I guerrieri indiani combattevano soprattutto per onore personale, piuttosto che per obiettivi strategici, anche se sembra che Cavallo Pazzo abbia introdotto nei Sioux l'idea di lavoro di squadra. I Cheyenne erano i più centralizzati ed organizzati dei nativi delle pianure. Sioux e Cheyenne erano in guerra anche con i loro nemici storici, Crow e Shoshoni, il che gli tolse molte risorse.
Per poter combattere i Sioux l'esercito statunitense aveva a disposizione una serie di fortezze che accerchiavano la grande riserva Sioux ed il territorio non ceduto. Il momento in cui più uomini furono schierati contro gli indiani fu l'estate del 1876, quando 2500 soldati furono disposti nel territorio non ceduto accompagnati da centinaia di ricognitori indiani e civili. Molti soldati erano appena immigrati e senza esperienza di frontiera, soprattutto con i popoli nativi. I cavalleggeri erano armati con calibro 45, revolver a colpo singolo e Springfield Model 1873, un fucile a colpo singolo a retrocarica che dava ai soldati un grande vantaggio sulle armi indiane.

## Scoppio della guerra
Grant e la sua amministrazione iniziarono a considerare alternative al fallito tentativo diplomatico. All'inizio del novembre 1875 il maggior generale Philip Henry Sheridan, comandante della divisione del Missouri, ed il generale di brigata George Crook, comandante del dipartimento del Platte, furono chiamati a Washington D.C. per incontrarsi con Grant e molti altri membri del gabinetto per discutere il problema delle Colline Nere. Concordarono sul fatto che l'esercito avrebbe dovuto smettere di cacciare i minatori dalla riserva, aprendo quindi la strada per la corsa all'oro delle Black Hills.
In più discussero l'inizio di azioni militari contro le bande di Lakota e Cheyenne settentrionali che si rifiutavano di recarsi presso le agenzie indiane per un incontro. L'ispettore indiano Erwin C. Watkins sostenne questa scelta. "La cosa da fare a mio giudizio", scrisse, "sarebbe di mandare truppe contro di loro in inverno, il più presto possibile, e soggiogarli".

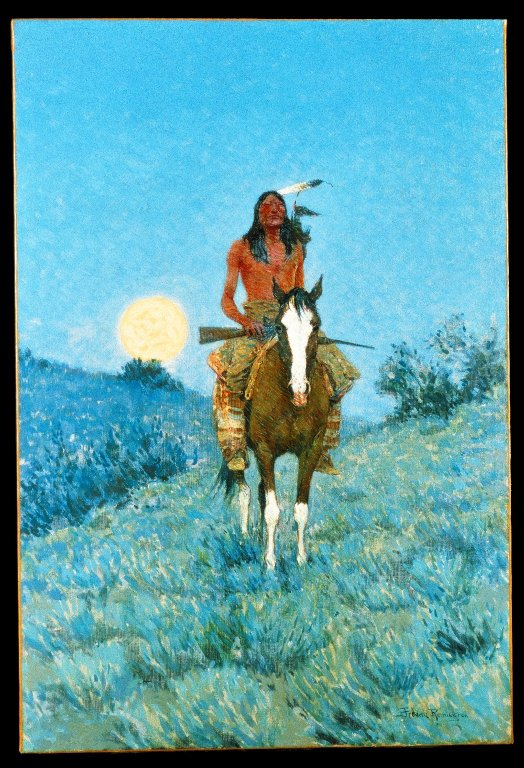
Guerriero indiano. Dipinto di Frederic Remington

Interessato a dichiarare guerra ai Lakota senza aver subito provocazioni, il governo disse agli agenti indiani di intimare a tutti i Lakota ed i Sioux di tornare nella riserva entro il 31 gennaio 1876, o avrebbero subito ritorsioni militari. L'agente statunitense della Standing Rock Agency rispose che il tempo concesso agli indiani per rispondere non era sufficiente, dato che l'inverno rallentava le comunicazioni e gli spostamenti. La sua richiesta di allungare il termine fu respinta. Il generale Sheridan considerava la notifica una perdita di tempo. "Il fatto di notificare la cosa agli indiani sarà forse una buona idea sulla carta", disse, "ma quasi sicuramente verrà presa da loro come uno scherzo".
Nel frattempo i capi Lakota discussero questa richiesta avanzata dai bianchi. Toro Basso, membro della banda Soreback degli Oglala, ricordò in seguito che molte delle tribù si erano radunate lungo il fiume Tongue. "Circa un centinaio di uomini uscirono dall'agenzia per convincere i nativi ad avvicinarsi nel tentativo di risolvere il problema delle Colline Nere", disse. "...Tutti i nativi furono concordi sul fatto che era tardi [pieno inverno] e che dovendo sparare ai tipis [caccia al bisonte] si sarebbero recati nell'agenzia la primavera seguente".
Quando si giunse al termine del 31 gennaio il nuovo commissario degli affari indiani, John Quincy Smith, scrisse che "senza aver ricevuto notizia della sottomissione di Toro Seduto, non vedo motivi per cui, a discrezione del segretario della guerra, le operazioni militari contro di lui non debbano iniziare". Il suo superiore, il segretario degli Interni Zachariah Chandler si dichiarò d'accordo. L'8 febbraio 1876 il generale Sheridan telegrafò ai generali Crook e Terry, ordinando loro di iniziare le campagne d'inverno contro gli "ostili". La grande guerra Sioux del 1876–1877 era iniziata.

## Campagna di Reynolds
Mentre il generale Terry attese, il generale Crook lanciò subito il primo attacco. Inviò il colonnello Joseph Jones Reynolds con sei compagnie di cavalleria, i quali trovarono un villaggio con circa 65 tende e lo attaccarono il mattino del 17 marzo 1876. Crook accompagnò la colonna ma non la comandò. Inizialmente i suoi uomini presero il controllo del villaggio e lo bruciarono, ma poco dopo dovettero ritirarsi a causa del fuoco nemico. Gli americani lasciarono molti uomini sul campo di battaglia, il che portò il colonnello Reynolds davanti alla corte marziale.
Gli statunitensi catturarono il branco di cavalli della tribù, ma il giorno seguente i Lakota ne recuperarono molti in combattimento. I militari statunitensi credevano di aver attaccato Cavallo Pazzo, mentre in realtà si trattava di un villaggio dei Cheyenne settentrionali (comandati da Vecchio Orso, Due Lune e Toro Bianco) con alcuni Oglala.

## Spedizioni estive

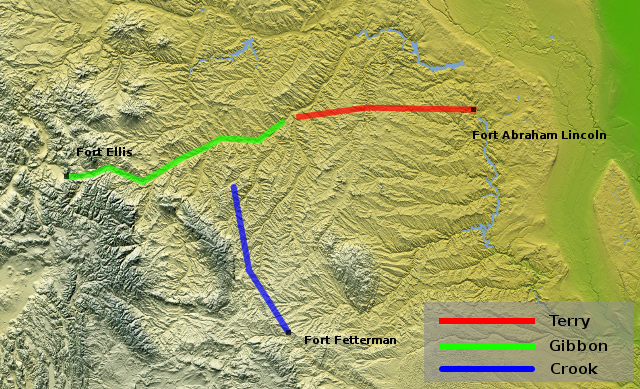
Le tre colonne della campagna dell'estate del 1876

Alla fine della primavera del 1876 fu lanciata una nuova e più ampia campagna. Da Fort Abraham Lincoln partì la Dakota Column, comandata dal generale Terry, con 15 compagnie e circa 570 uomini, tra i quali Custer e le 12 compagnie del 7º cavalleria. La Montana Column, comandata dal colonnello John Gibbon, partì da Fort Ellis. Il generale Crook comandò una terza colonna che partì da Fort Fetterman diretta a nord. Il piano era di convergere sul territorio di caccia Lakota stringendo gli indiani in una morsa.

### Battaglia del Rosebud
La colonna del generale Crook fu la prima ad entrare in contatto con le tribù settentrionali nella battaglia del Rosebud del 17 giugno. Anche se Crook dichiarò di avere vinto, molti storici fanno notare che gli indiani avevano effettivamente rallentato la sua avanzata. Quindi alla fine la battaglia del Rosebud fu una vittoria dei nativi. Il generale Crook rimase fermo per molte settimane in attesa dei rinforzi, evitando per molto tempo di partecipare agli scontri.

### Battaglia del Little Bighorn

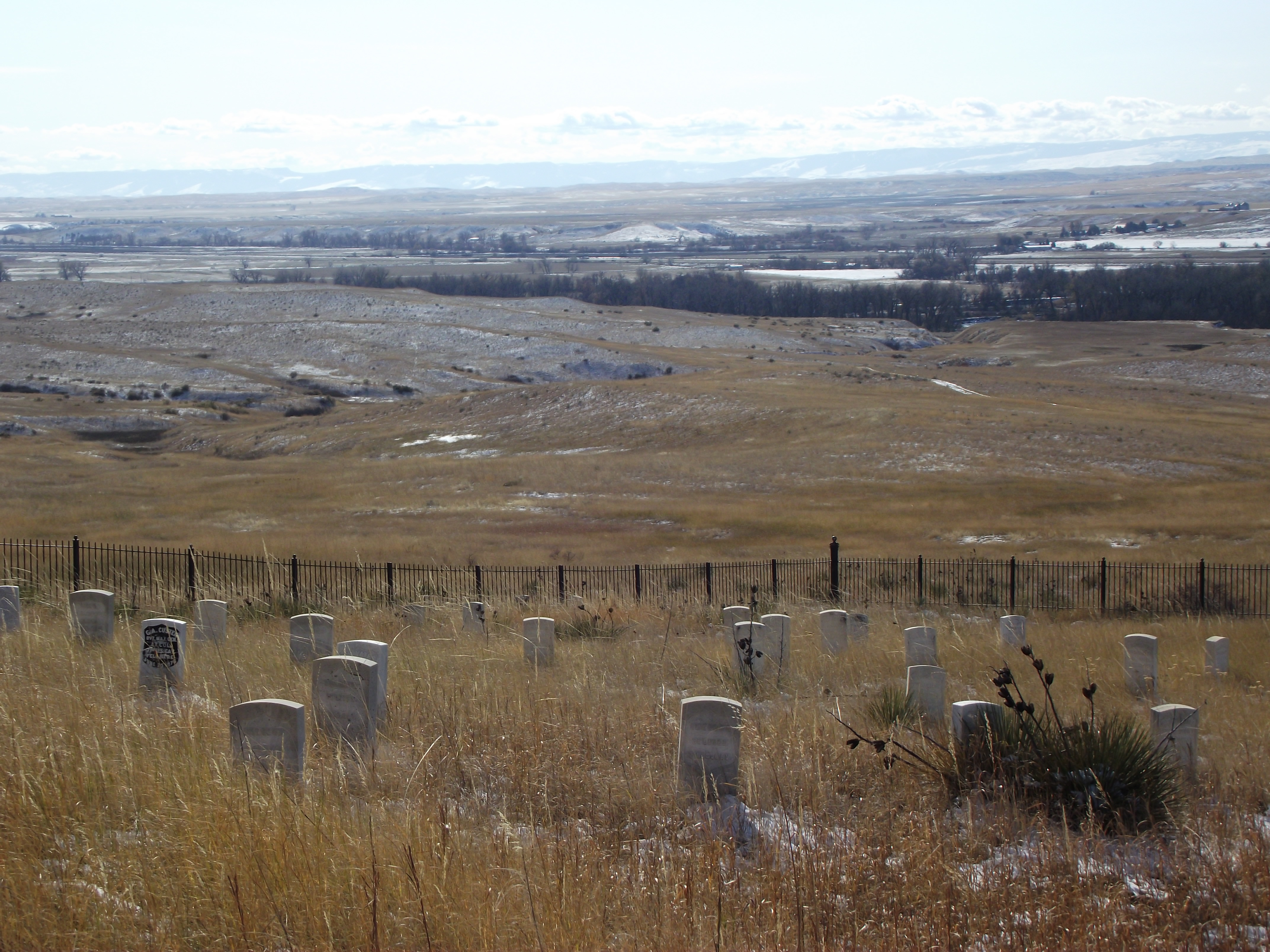
Custer ed i suoi ultimi uomini furono uccisi e sepolti qui. Il villaggio indiano si trovava sull'altro lato della fila di alberi che costeggiano il fiume Little Bighorn

Al tenente colonnello George Armstrong Custer ed al 7º reggimento di cavalleria fu ordinato di uscire dalla Dakota Column per fare una ricognizione nelle valli dei fiumi Rosebud e Bighorn. Il 25 giugno 1876 incontrarono un grande villaggio sulla riva occidentale del Little Bighorn. Gli statunitensi subirono una pesante sconfitta nella battaglia del Little Bighorn e circa 270 di loro morirono, compreso lo stesso Custer.
Custer divise le proprie forze subito prima dello scontro e le sue cinque compagnie di cavalleria furono annichilite senza nessun sopravvissuto. Due giorni dopo gli uomini della colonna del colonnello Gibbon, assieme ai comandanti di Terry ed alla fanteria della Dakota Column, giunsero sul posto e salvarono i sopravvissuti dello scontro Reno-Benteen. Gibbon guidò quindi gli uomini ad est, a caccia di sentieri ma senza riuscire a scontrarsi con Sioux e Cheyenne.

### Battaglia di Slim Buttes
Rinforzato dal 5º cavalleria, il generale Crook scese in campo. Riunitosi per breve tempo col generale Terry partì da solo, ma non trovò un grande villaggio. A corto di rifornimenti, la sua colonna si diresse a sud dando il via a quella che fu poi chiamata "marcia della fame", setacciando gli insediamenti alla ricerca di cibo. Il 9 settembre 1876 una compagnia d'avanguardia della sua colonna si imbatté in un piccolo villaggio a Slim Buttes, che attaccò e sconfisse. Dopo aver raggiunto Camp Robinson la compagnia di Crook si sciolse.

## Giro di vite delle agenzie
Intimorito dalla sconfitta di Custer a Little Bighorn, l'esercito cambiò tattica. Aumentò le truppe stanziate presso le agenzie. Nell'agosto il Congresso approvò una legge (25/8/1876) che imponeva ai Dakota la rinuncia al territorio del Powder River e ai Black Hills e disponeva il trasferimento sul Missouri River. Mahpiua Luta e Sinte Galeshka (pur reduce da una missione diplomatica a Fort Larned e a Denver nel giugno) si opposero e furono arrestati e deposti da Crook, poi, di fronte alla minaccia di un taglio drastico dei viveri, di un trasferimento nell'Indian Territory dell'Oklahoma, e della requisizione di cavalli e armi, furono costretti nell'ottobre ad accettare, mentre le riserve di Standing Rock e Cheyenne River furono prese in consegna da Terry, che ne requisì armi, munizioni e cavalli (23/10 e 25/10).
Le truppe confiscarono cavalli ed armi alle tribù amiche, nel timore che venissero consegnate alle tribù ribelli. Nell'ottobre 1876 le truppe circondarono i villaggi di Nuvola Rossa e Foglia Rossa. Arrestarono e tennero imprigionati i capi per breve tempo. Secondo lo storico Colin Calloway, "il Congresso approvò una legge che annullava tutti i diritti dei Lakota fuori dalla grande riserva Sioux". I Lakota non cedettero mai legalmente le Colline Nere agli Stati Uniti d'America.

## Campagna di Mackenzie
Il colonnello Ranald Slidell MacKenzie ed il 4º cavalleria furono trasferiti al dipartimento del Platte dopo la sconfitta del Little Bighorn. Stanziati inizialmente presso il Camp Robinson, formarono il cuore della spedizione del fiume Powder che partì nell'ottobre 1876 al fine di localizzare i villaggi settentrionali. Il 25 novembre 1876 la colonna scoprì e sconfisse un villaggio dei Cheyenne settentrionali nel combattimento di Stella del Mattino nel territorio del Wyoming.
Rimasti senza case e rifornimenti, e con i cavalli confiscati, i Cheyenne settentrionali si arresero dopo poco tempo. Speravano che gli fosse concesso di restare con i Sioux nel nord. Gli fu fatta pressione per trasferirsi nella riserva dei Cheyenne meridionali in territorio indiano. Dopo un'aspra discussione accettarono il trasferimento.
Quando giunsero nella riserva nell'attuale Oklahoma, le condizioni erano molto difficili: razioni inadeguate, nessun bisonte vivo nei pressi della riserva, e la malaria. Una parte dei Cheyenne settentrionali, guidati da Piccolo Lupo e Stella del Mattino, tentò di tornare a nord nell'autunno del 1877 nel cosiddetto esodo dei Cheyenne settentrionali.
Riuscirono a completare il viaggio. Dopo essersi divisi in due tribù diverse, quella guidata da Stella del Mattino fu catturata ed imprigionata in prigioni non riscaldate a Fort Robinson senza cibo né acqua. Quando i Cheyenne fuggirono il 9 gennaio 1878 molti morirono durante l'inseguimento da parte dell'esercito statunitense nel cosiddetto massacro di Fort Robinson. Alla fine il governo statunitense concesse ai Cheyenne una riserva a nord, la riserva dei Cheyenne settentrionali nell'odierno Montana meridionale.

## Campagne di Miles
Un'altra strategia dell'esercito americano fu quella di stanziare truppe nel cuore del territorio dei Lakota. Nell'autunno del 1876 il colonnello Nelson Miles ed il 5º fanteria si accamparono sul fiume Tongue (in seguito chiamato Fort Keogh) da cui eseguirono missioni per tutto l'inverno 1876–1877 contro ogni "ostile". Nel gennaio 1877 combatté Cavallo Pazzo e molte altre tribù nella battaglia di Wolf Mountain. Nei mesi che seguirono i suoi uomini combatterono i Lakota a Clear Creek, Spring Creek e Ash Creek. Le continue campagne di Miles costrinsero molti Cheyenne e Lakota ad arrendersi o ad attraversare il confine verso il Canada. In seguito Miles comandò l'esercito nel corso della guerra ispano-americana.

## Sforzi diplomatici
Mentre i capi militari iniziavano a progettare una campagna di primavera contro Lakota e Cheyenne settentrionali, furono messi in atto numerosi sforzi diplomatici per porre fine alla guerra.
Missione di George Sword
Nel corso dell'inverno a Camp Robinson giunsero voci di tribù settentrionali decise ad arrendersi. Il comandante inviò una delegazione di pace. Circa trenta giovani uomini, soprattutto Oglala e Cheyenne settentrionali, partirono dalla Red Cloud Agency il 16 gennaio 1877 per un pericoloso viaggio verso nord. Tra i più famosi membri di questo gruppo c'era un giovane Oglala di nome Enemy Bait (meglio conosciuto come George Sword).
Era il figlio del famoso capo Orso Coraggioso. La delegazione trovò Cavallo Pazzo sul fiume Powder, ma non sembrava pronto ad arrendersi. Altri accampamenti Oglala nelle vicinanze, però, erano più intenzionati ad ascoltare il messaggio ed a prendere in considerazione l'idea della resa. Alla fine di febbraio parte della delegazione proseguì alla ricerca dei Cheyenne, ai quali recapitarono lo stesso messaggio.
Missione di Coda Chiazzata
anche l'influente capo Sichangu Coda Chiazzata accettò di guidare una delegazione di pace verso gli "ostili". Partendo dalla propria agenzia il 12 febbraio 1877 con forse 200 uomini, Coda Chiazzata si diresse a nord lungo il versante orientale delle Colline Nere. Subito trovarono un grosso villaggio di Minneconjou comandato da Tocca le Nuvole nei pressi di Short Pine Hills sul fiume Little Missouri. Dopo molti giorni di consiglio, accettarono di arrendersi all'agenzia di Coda Chiazzata.
La delegazione di Coda Chiazzata proseguì fino al fiume Little Powder dove incontrò i Minneconjou, Sans Arc, Oglala ed alcuni Cheyenne settentrionali, comprese figure quali Naso Aquilino, Scudo Nero, Cervo Zoppo e Toro Veloce. Molte di queste tribù si unirono a Coda Chiazzata. Cavallo Pazzo non era nell'accampamento, ma suo padre diede un cavallo ad un membro della delegazione, come prova del fatto che il capo di guerra Oglala era pronto ad arrendersi.
Missione di Johnny Brughier
Per non essere da meno, il colonnello Miles inviò iniziative pacifiche dal fiume Tongue. Il ricognitore Johnny Brughier, aiutato da due prigioniere Cheyenne, trovò un villaggio Cheyenne a Little Bighorn. Si riunirono in consiglio per molti giorni. Il suo sforzo portò molti Cheyenne ad arrendersi all'accampamento di Tongue River.
Missione di Nuvola Rossa
Il 13 aprile una seconda delegazione partì dall'agenzia di Nuvola Rossa, comandata dal famoso capo Oglala Nuvola Rossa con circa 70 membri di varie tribù. Questa delegazione incontrò gli uomini di Cavallo Pazzo diretti all'agenzia per arrendersi, e li accompagnò nel tragitto.

## Resa
Le continue campagne militari e l'intenso sforzo diplomatico alla fine portarono a risultati nella primavera del 1877, quando molte tribù settentrionali iniziarono ad arrendersi. Molti Cheyenne settentrionali guidati da Stella del Mattino e Alce in Piedi si arresero all'agenzia di Nuvola Rossa il 21 aprile 1877. Furono mandati il mese seguente nel territorio indiano. Tocca le Nuvole e suo fratello, probabilmente hunca (adottivo), Naso Aquilino, giunsero con le loro tribù all'agenzia di Coda Chiazzata. Cavallo Pazzo si arrese, consegnandosi all'agenzia di Nuvola Rossa il 6 maggio.

### Morte di Crazy Horse
Il famoso capo Oglala Cavallo Pazzo passò molti mesi con la sua tribù nell'agenzia di Nuvola Rossa in un ambiente colmo di politica. Temendo che potesse fuggire, l'esercito circondò il suo villaggio arrestandolo il 4 settembre 1877. Il giorno seguente Cavallo Pazzo fu riportato a Camp Robinson dietro la promessa che avrebbe potuto incontrare il comandante della fortezza. Invece fu imprigionato. Durante un tentativo di fuga fu colpito mortalmente dalla baionetta di un soldato.

## Fuga in Canada
Anche se molti Lakota si arresero a varie agenzie lungo il fiume Missouri o in Nebraska nordoccidentale, Toro Seduto guidò un contingente numeroso oltre il confine in Canada. Il generale Terry fece parte di una delegazione inviata a negoziare con le tribù, nella speranza di convincerli ad arrendersi e fare ritorno negli Stati Uniti, ma questi si rifiutarono.
Solo quando il numero di bisonti crollò, e nacquero problemi con le altre tribù locali canadesi, fecero ritorno. Nel 1880–1881 molti dei Lakota rientrati dal Canada si arresero a Fort Keogh e Fort Buford. Gli americani li trasferirono tramite barche nella Standing Rock Agency nell'estate del 1881.

## Conseguenze
La grande guerra Sioux del 1876–1877 contrastò con la guerra di Nuvola Rossa combattuta un decennio prima. Negli anni 1860 i capi Lakota ottennero ampio sostegno a combattere dalle proprie tribù. Invece nel 1876–1877 quasi due terzi dei Lakota si era insediato nelle agenzie indiane per ottenere sussistenza. Queste tribù non sostennero né parteciparono alla guerra.
Le profonde divisioni politiche tra i Lakota proseguirono nei primi tempi della riserva, influendo sulla politica dei nativi per decenni. Nel 1889–1890 la crescita del movimento della danza degli spiriti ottenne molti seguaci tra le tribù che avevano combattuto la grande guerra Sioux.
Anche se molto popolose, le tribù Lakota generalmente erano indipendenti e prendevano decisioni separate circa la partecipazione alle guerre. Molti si allearono con i Cheyenne, e vi furono matrimoni misti tra le tribù. Gli indiani delle pianure considerarono la guerra del 1876–1877 come la "grande guerra Cheyenne".